# اوفمینین
اوفمینین (انگلیسی: Aufeminin) شرکت فناوری اطلاعات هندی است، که در سال ۱۹۹۹ تأسیس شد.